# Ophiobolus niesslii
Ophiobolus niesslii är en svampart som beskrevs av Bäumler 1887. Ophiobolus niesslii ingår i släktet Ophiobolus och familjen Leptosphaeriaceae.   Inga underarter finns listade i Catalogue of Life.
I den svenska databasen Dyntaxa används istället namnet Nodulosphaeria niesslii för samma taxon.  Arten är reproducerande i Sverige.